# Elisabeth Bergner
Elisabeth Bergner (n. 22 august 1897, Drohobîci, Regatul Galiției și Lodomeriei, Austro-Ungaria – d. 12 mai 1986, Londra, Anglia, Regatul Unit) a fost o actriță austriacă, evreică originară din Galiția, care a activat în Austria  și Germania, iar apoi în exil în Anglia.
A fost mai întâi actriță de teatru și a avut o carieră înfloritoare la Berlin și Paris, înainte de a se muta la Londra pentru a juca în filme. Cel mai cunoscut rol al ei a fost Gemma Jones în Escape Me Never, o piesă scrisă de Margaret Kennedy. Bergner, cunoscut în Europa ca La Bergner, a jucat-o pe Gemma prima dată la Londra și apoi și-a făcut debutul pe Broadway cu acest rol în 1935. Ea l-a repetat mai târziu într-o ecranizare cinematografică a piesei, pentru care a fost nominalizată la Premiul Oscar pentru cea mai bună actriță. În 1943 Bergner a revenit pe Broadway în piesa The Two Mrs. Carrolls, pentru care a obținut Medalia Delia Austrian din partea Drama League.

## Viața și cariera
S-a născut sub numele de Elisabeth Ettel în Drohobytsch (Drohobîci), în Galiția în partea austriacă a Austro-Ungariei (azi în Ucraina) ca fiică a Annei Rosa (născută Wagner) și a negustorului Emil Ettel. Ea a crescut într-o familie evreiască laică. Limba ebraică pe care a auzit-o în copilărie era asociată mai ales cu sărbătorile de Iom Kipur și Pesah și cu vizitele ei în Israel, ea cerându-și scuze că nu cunoaște limba.
Ea a apărut pentru prima dată pe scenă la vârsta de 14 ani și a jucat la Innsbruck, un an mai târziu. Aflată la Viena la vârsta de 16 ani, ea a călătorit în turneu în provinciile austriece și germane provincii cu o companie de teatru shakespearian. A lucrat ca model artistic, pozând pentru sculptorul Wilhelm Lehmbruck, care s-a îndrăgostit de ea. Ea s-a mutat în cele din urmă la München și, mai târziu la Berlin.
În 1923 a debutat în cinematografie, jucând în filmul Der Evangelimann. Ca urmare a ascensiunii nazismului, Bergner s-a mutat la Londra împreună cu regizorul Paul Czinner, cu care s-a căsătorit în 1933. Activitatea ei scenică la Londra a inclus The Boy David (1936) de J. M. Barrie, ultima lui piesă, care a scris-o special pentru ea, și Escape Me Never de Margaret Kennedy. Filmul Ecaterina cea Mare a fost interzis în Germania din cauza politicile rasiale ale guvernului nazist, consemna revista Time pe 26 martie 1934.
Ea a fost nominalizată la Premiu Oscar pentru cea mai bună actriță pentru rolul din Escape Me Never (1935). Ea a repetat rolul Rosalind, pe care-l jucase pe scenă alături de Laurence Olivier (interpretul lui Orlando), în filmul Cum vă place (1936), primul versiune sonoră a filmului inspirat din piesa lui Shakespeare și primul film sonor filmat în Anglia după o piesă de Shakespeare. Miss Bergner jucase anterior acest rol pe scena germană și mai mulți critici au constatat că accentul ei i-a împiedicat să se bucure de film. Ea s-a întors intermitent pe scenă, de exemplu, în rolul titular din piesa Ducesa de Malfi a lui John Webster în 1946.
În 1973, ea a jucat în filmul nominalizat la Oscar și premiat cu Globul de Aur pentru cel mai bun film într-o limbă străină Der Fußgänger (titlul englez: The Pedestrian). Bergner s-a întors temporar în Germania în 1954, jucând în filme și pe scenă; primăria districtului berlinez Steglitz a numit un parc cu numele ei. În 1980, Austria i-a acordat Crucea de Merit pentru Știință și Artă și în 1982 a fost distinsă cu Premiul Eleonora Duse.

## Moartea
Ea s-a mutat mai târziu la Londra, unde a murit de cancer la vârsta de 88 de ani. Rămășițele sale pământești au fost incinerate la Crematoriul Golders Green pe 15 mai 1986. Cenușa ei se află într-un memorial de formă ovală de la West Cloister.

## Totul despre Eva
Bergner este considerată de către mai mulți critici ca sursa de inspirație pentru personajul Margo Channing dini filmul clasic Totul despre Eva al lui Joseph L. Mankiewicz. Bergner a avut un incident în viața reală cu o oarecare Eve Harrington atunci când actrița juca în piesa The Two Mrs. Carrolls (1943). Ea a ajutat o tânără actriță, care i-a „preluat” ulterior rolurile din teatru. Bergner a relatat această poveste scriitoarei Mary Orr, care a scris o povestire intitulată „The Wisdom of Eve” (1946) în revista Cosmopolitan pe baza experienței lui Bergner.
În povestirea originală a lui Orr, la fel ca în film, personajul Eve Harrington scapă cu bine și este văzută ultima dată la Hollywood, cu „un contract de o mie de dolari pe săptămână în buzunar”.